# Automolis unicolor
Automolis unicolor là một loài bướm đêm thuộc phân họ Arctiinae, họ Erebidae.